# Craterosaurus
Craterosaurus là một chi khủng long, được Seeley mô tả khoa học năm 1874.